# Araranguá
Araranguá este un oraș în Santa Catarina (SC), Brazilia.